# Pellouailles-les-Vignes
Pellouailles-les-Vignes é uma ex-comuna francesa na região administrativa da Pays de la Loire, no departamento de Maine-et-Loire. Estendeu-se por uma área de 3,57 km². Em 2010 a comuna tinha 2 486 habitantes (densidade: 696,4 hab./km²).
Em 1 de janeiro de 2016 foi fundida com a comuna de Saint-Sylvain-d'Anjou para a criação da nova comuna de Verrières-en-Anjou.